# Saint-Jean-de-Crieulon
 Saint-Jean-de-Crieulon  es una población y comuna francesa, situada en la región de Languedoc-Rosellón, departamento de Gard, en el distrito de Le Vigan y cantón de Sauve.

## Demografía
| 99 | 106 | 112 | 121 | 151 | 146 |
| Para los censos de 1962 a 1999 la población legal corresponde a la población sin duplicidades (Fuente: INSEE [Consultar]) |     |     |     |     |     |